# Медло
Медло́ — река, протекающая в России, Удмуртской Республике, Кезском и Дебёсском районах. Правый приток Чепцы. Длина 24 км, площадь бассейна 121 км².
Исток расположен в середине треугольника сёл Сюрзи, Тортым и Жернопи. Протекает в южном направлении с небольшим уклоном на юго-восток. Впадает в Чепцу в селе Усть-Медла. Верхняя и средняя части течения проходят через лесные массивы. На русле реки есть много водохранилищ и прудов, крупнейшее — безымянное водохранилище близ села Малое Медло (площадь 0,18 км²). Проходит через сёла Жернопи, Малое-Медло, Сенькагурт и Усть-Медлу. Приток — Турнес (правый).

## Данные водного реестра
По данным государственного водного реестра России относится к Камскому бассейновому округу, водохозяйственный участок реки — Чепца от истока до устья, речной подбассейн реки Вятка. Речной бассейн реки — Кама.
Код объекта в государственном водном реестре — 10010300112111100032431.